# 拉法耶特广场圣公会圣约翰堂
拉法耶特广场圣公会圣约翰堂（St. John's Episcopal Church, Lafayette Square）是一座美国圣公会教堂，位于美国华盛顿哥伦比亚特区西北区16街与H街路口。这是一座希腊复兴式建筑，由本杰明·拉特罗布设计，毗邻拉法耶特广场，距离白宫只有一个街区。它常被称为总统教堂。
自1816年教堂建成以来，自詹姆斯·麦迪逊开始，每位总统至少参加过一次该堂的礼拜。自富兰克林·德拉诺·罗斯福以来历任总统，除了理查德·尼克松以外，在美国总统就职典礼当天，都会参加教堂仪式，其中许多都是在圣约翰堂。1960年，该堂被列为国家历史地标 。

## 总统教堂

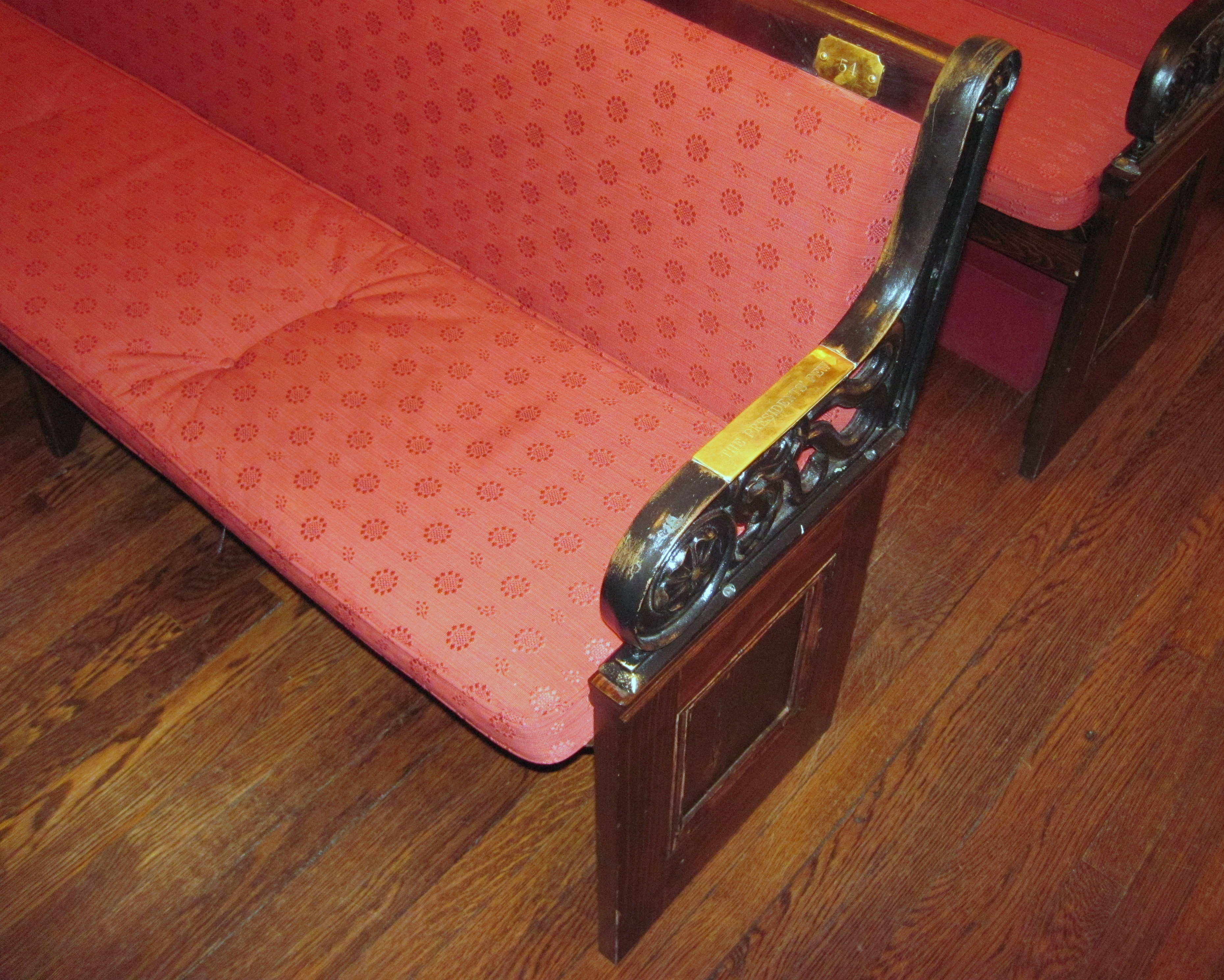
总统专座

从詹姆斯·麦迪逊开始，每位美国总统都曾经出席过圣约翰堂的礼拜仪式，由于该堂离白宫很近，也由于美国总统的教派归属，属于圣公会的不成比例得高。也许最忠实的进堂总统是亚伯拉罕·林肯，美国内战期间，他一直参加该堂的晚祷，习惯性地 坐在后排不显眼的座位 圣约翰堂被普遍昵称为“总统教堂”。
詹姆斯·麦迪逊总统建立了总统专座的传统，在1816年选择了28号座位作为他的专座。 

## 2020年乔治·弗洛伊德抗议

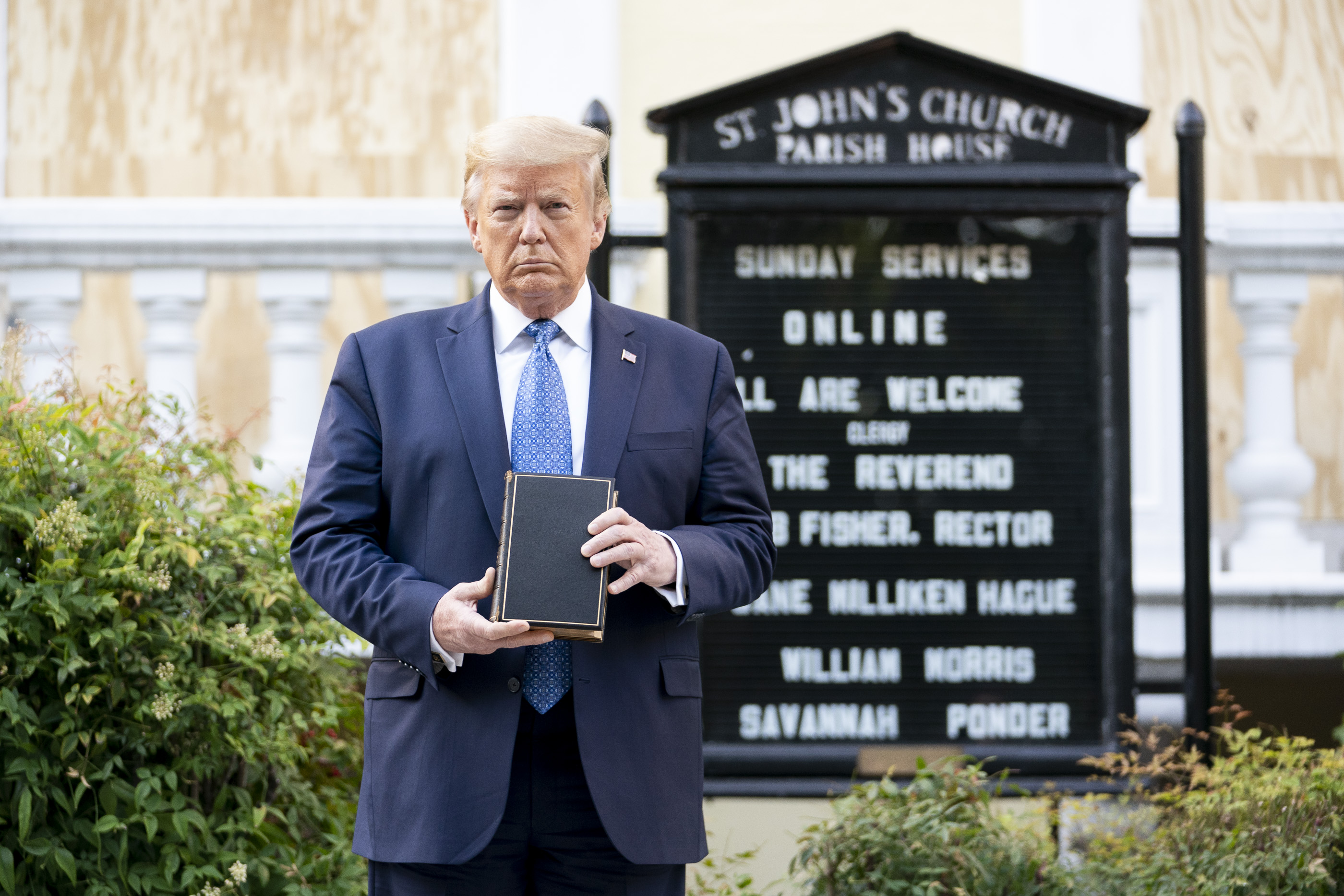
2020年6月1日，特朗普总统在阿什伯顿楼拍照

2020年5月31日晚，乔治·弗洛伊德之死引发的示威活动期间，华盛顿特区发生了几起火灾，其中包括圣约翰堂牧师楼阿什伯顿楼（Ashburton House）的地下室。这里的托儿所被纵火者点燃。据教堂的罗布·费舍尔牧师说，在抗议期间，阿什伯顿楼地下室的托儿所被纵火者点燃。费舍尔写道，火势不大，只摧毁了托儿所，教堂的其他部分除了涂鸦之外，没有受到太大影响。
第二天，警察和国民警卫队用催泪瓦斯、烟雾和胡椒清除了教堂周围的示威者，让总统唐纳德·特朗普站在教堂前手持圣经拍照。圣公会华盛顿主教玛丽安·巴德批评使用催泪瓦斯清理教堂空地拍照有违耶稣的教导。。
6月22日，示威者在拉法耶特广场附近設立路障封鎖街道，试图模仿西雅图的示威情况，设立“黑宫自治区”（Black House Autonomous Zone），并在圣约翰教堂的石柱上噴上代表黑宮自治區的BHAZ字樣。警察使用胡椒喷雾驱逐和逮捕了示威者。